# Бульвари Маршалів

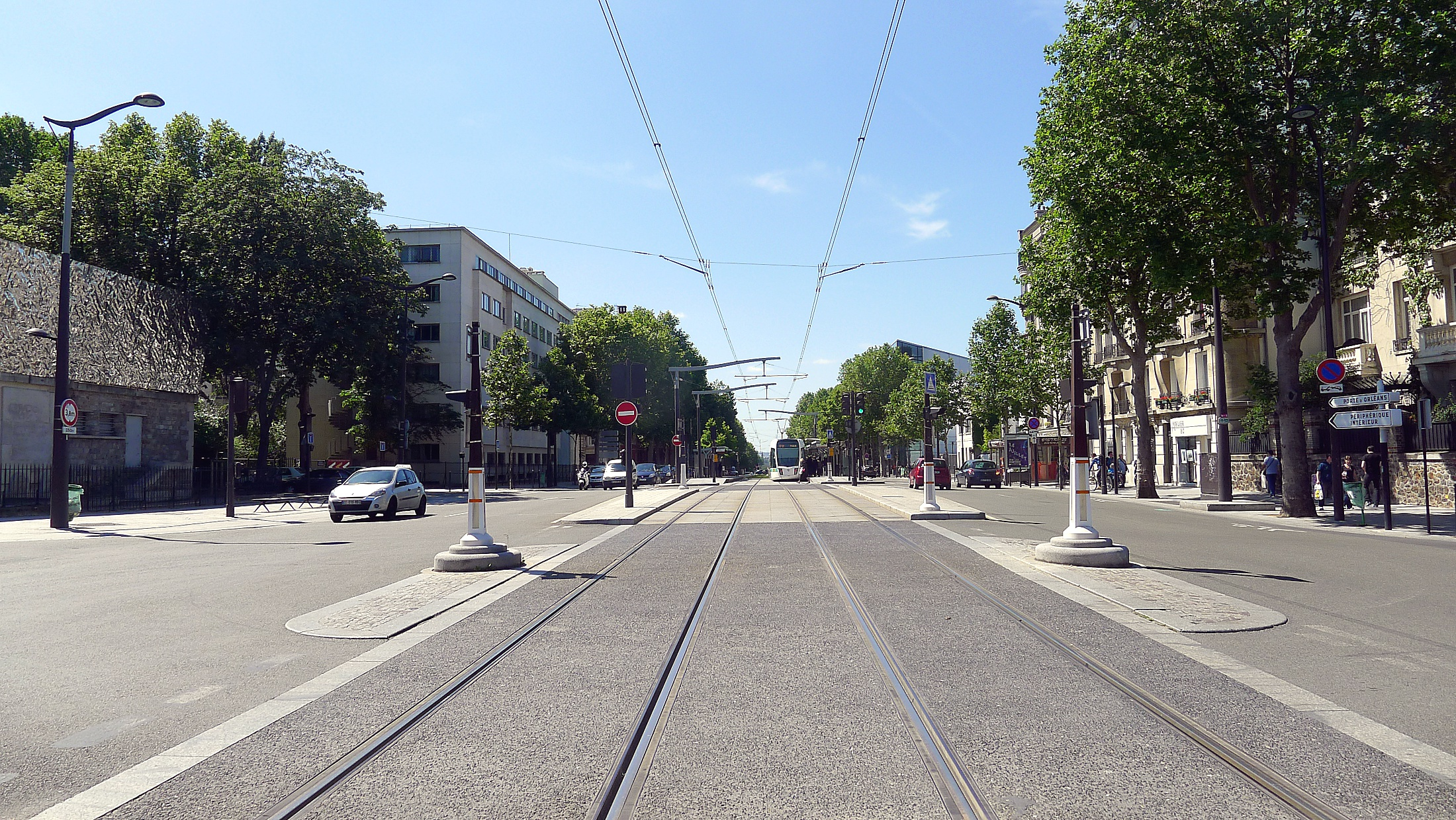
Бульвар Журдана

48°51′36″ пн. ш. 2°24′35″ сх. д. / 48.86° пн. ш. 2.4096° сх. д.
Бульвари Маршалів (фр. Boulevards des Maréchaux) — бульварне кільце в Парижі, прилегле до кільцевої дороги (Périphérique). Кільце дублює Бульвар Периферік із внутрішнього боку. Таким чином, воно проходить через усі околиці французької столиці.

## Історія
Бульвари прокладені на місці знесеного в 1920-ті роки Тьєрського муру. Вони замінили кільцеву дорогу, яка раніше мала оборонне значення для міста У 1920-х роках, під час створення, всім бульварам кільця були дані назви на честь маршалів Першої Імперії.
В даний час три бульвари, що з'явилися в 1980-2000-ні роки, носять імена воєначальників (Марсіаля Валена, Жана Симона і Брюї), які не були маршалами Франції, причому з них тільки адмірал Брюї був сучасником Наполеона, а Вален і Симон діяли в XX столітті. З іншого боку, сім наполеонівських маршалів з двадцяти шести не увічнені в іменах бульварів. Іменами чотирьох з цих семи (Ожеро, Монсея, Удіно і Періньйона) називаються вулиці в інших місцях, в той час як в честь Бернадота, Мармона і Груші в Парижі назв немає взагалі. Це не випадково: Бернадот (згодом шведський король) і Мармон перейшли на бік ворогів Франції і вважаються зрадниками Наполеона, а Груші традиційно ставлять в провину вирішальну роль у поразці під Ватерлоо.
Довжина кільця — 33,7 км. На перетині з Сеною бульварне кільце розривається — між бульваром генерала Марсіаля Валена і бульваром Мюрата, крім мосту Гаргальяно, потрібно перетнути набережну Сент-Екзюпері.
Бульвари Маршалів є одним з основних місць дії роману Патріка Модіано «Бульварне кільце» (Boulevards de ceinture). У ньому, зокрема, є такі слова: «Навіщо давати імена переможців таким сумнівним місцям?»